# Tetramorium
Tetramorium és un gènere de formigues de la subfamília dels mirmicins (Myrmicinae). Té una distribució paleàrtica, incloent-hi la península Ibèrica.

## Espècies
Amplíssim gènere que inclou 587 espècies; a la península Ibèrica hi viuen les 11 següents per bé que hi ha diverses espècies pendents de descriure:
- Tetramorium atratulus (Schenck, 1852) (= Anergates atratulus)
- Tetramorium bicarinatum (Nylander, 1846)
- Tetramorium caldarium (Roger, 1857)
- Tetramorium caespitum (Linnaeus, 1758)
- Tetramorium forte Forel, 1904
- Tetramorium impurum (Förster, 1850)
- Tetramorium kutteri Tinaut, 1990 (= Teleutomyrmex kutteri)
- Tetramorium lanuginosum Mayr, 1870
- Tetramorium meridionale Emery, 1870
- Tetramorium schneideri Kutter, 1950 (= Teleutomyrmex schneideri)
- Tetramorium semilaeve André, 1883